# Teratoleptura mirabilis
Teratoleptura mirabilis là một loài bọ cánh cứng trong họ Cerambycidae.